# Nonostante lei/Non scordarti di me
Nonostante lei/Non scordarti di me è un 45 giri della cantante italiana Iva Zanicchi, pubblicato nel 1972.

## Tracce
Lato A
- Nonostante lei - 3:21 - (Mogol - Alberto Testa - Tonyrenis)

Lato B
- Non scordarti di me - 3:05 - (Sandro Tuminelli - Trascrizione e rielaborazione Ezio Leoni)